# Astrid Kumbernuss
Astrid Kumbernuss (Grevesmühlen, 1970. február 5. –) olimpiai, világ- és Európa-bajnok német atléta, súlylökő.

## Pályafutása
Kumbernuss Warenban kezdett sportolni. 1982-ben az SC Neubrandenburghoz igazolt.
Pályája elején diszkoszvetőként is tevékenykedett. Ebben a versenyszámban az 1988-as junior atlétikai világbajnokságon az ezüstérmet nyert.
Súlylökésben először 1995-ben Göteborgban lett világbajnok.
A legnagyobb sikere az 1996-os atlantai olimpiai játékokon szerzett aranyérme volt.
További aranyérmet nyert az 1997-es athéni világbajnokságon és az 1999-es sevillai világbajnokságon.
2005. szeptember 3-án bejelentette, hogy visszavonul a versenysportból.
1998-ban egy fiú anyja lett és Neustrelitzben él.

## Fordítás
- Ez a szócikk részben vagy egészben a Astrid Kumbernuss című német Wikipédia-szócikk fordításán alapul.  Az eredeti cikk szerkesztőit annak laptörténete sorolja fel. Ez a jelzés csupán a megfogalmazás eredetét és a szerzői jogokat jelzi, nem szolgál a cikkben szereplő információk forrásmegjelöléseként.